# Red Oro
La Red Oro es una organización que nuclea a un gran número de emisoras de radio del interior de Uruguay. 

## Programación
Entre su programación se destaca la retransmisión del informativo al mediodía de Radio Oriental y los partidos de fútbol con los relatos de Javier Máximo Goñi.

## Emisoras
- CX 118 La Voz de Artigas
- 90.7 Amatista FM (Artigas)
- CW 125 Radio Bella Unión (Bella Unión)
- 105.5 Stereo Norte FM (Bella Unión)
- 89.3 Del Molino FM (Pando)
- CW 53 La Voz de Melo (Melo)
- CW 136 Radio Río Branco (Río Branco)
- 105.5 Mauá FM (Rio Branco)
- 93.5 Magica (Colonia)
- CW 96 Radio Yí (Durazno)
- 90.1 Emisora Del Yí FM (Durazno)
- 102.7 FM Centro (Durazno)
- 91.3 FM Emisora Flores (Trinidad)
- 92.3 Emisora Libertador FM (Florida)
- 90.3 Emisora del Este FM (Casupá)
- CW 43 Radio Lavalleja (Minas)
- 90.7 Nosotros FM (Minas)
- Concierto Punta FM
- CW 35 Radio Paysandu (Paysandú)
- 95.3 FM Latina (Paysandú)
- 106.7 Sueños FM (Fray Bentos)
- CW 68 Radio Young (Young)
- 93.3 FM Luna (Young)
- CW 43B Radio Internacional (Rivera)
- 94.5 FM Internacional (Rivera)
- CV 137 Radio Real (Minas de Corrales)
- CW 37 Difusora Rochense (Rocha)
- 104.7 Vida FM (Rocha)
- 106.3 Onda Marina FM (La Paloma)
- 107.9 Mundo FM (Salto)
- CW 102 AM Libertadores (Salto)
- 97.5 Maragata FM (San José)
- FM Nativa (San José)
- 97.1 Primavera FM (Mercedes)
- CV 154 Radio Centro (Cardona)
- 95.7 Emisora Dolores FM (Dolores)
- CW 64 Radio Tacuarembó (Tacuarembó)
- 92.5 Emisora Armonía FM (Tacuarembó)
- 104.5 FM Gaucha (Tacuarembó)
- 100.1 Emisora Santa Isabel FM (Paso de los Toros)
- 97.3 FM Conquistador (Treinta y Tres)